# Jan Řehula
Jan Řehula (* 15. listopadu 1973) je český triatlonista. K jeho největším úspěchům patří bronzová medaile z olympiády v Sydney v roce 2000. Řehula působil u jihokorejské triatlonové reprezentace. Nyní je trenérem české triatlonové reprezentace.